# Rautalajärvet
Rautalajärvet är en sjö i Pajala kommun i Norrbotten och ingår i Torneälvens huvudavrinningsområde.